# سيرجي ويت
سيرج ويت - سيرج دي ويت ( 29 يونيو 1849 م - 13 مارس 1915 م ) ، كان وزير المالية خلال عهد الأباطرة ألكسندر الثالث ونيكولا الثاني . و كان أول رئيس للحكومة الروسية منذ 6 نوفمبر 1905 م و حتى 5 مارس 1906.

## روابط خارجية
- سيرجي ويت على موقع الموسوعة البريطانية (الإنجليزية)